# Crisfield
Pour l’article homonyme, voir Crisfield (Kansas).
La ville de Crisfield (en anglais [ˈkrɪsfiːld]) est située dans le comté de Somerset, dans l’État du Maryland, aux États-Unis. Sa population s’élevait à 2 726 habitants lors du recensement de 2010, estimée à 2 615 habitants en 2018.

## Source
- (en) Cet article est partiellement ou en totalité issu de l’article de Wikipédia en anglais intitulé « Crisfield, Maryland » (voir la liste des auteurs).